# Periodico di Matematica
Periodico di Matematica (nome completo Periodico di Matematica per l'insegnamento secondario) è una rivista italiana fondata nel 1886 da Davide Besso.

## Storia
Il Periodico di Matematica per l'insegnamento secondario fu fondato nel 1886 da Davide Besso (1845-1906) a cui presto si affiancò Aurelio Lugli (1853-1896) diventando effettivo proprietario e direttore. Lugli morì nel 1896 un anno dopo essere stato tra i fondatori della Mathesis. Il periodico inizia così la sua seconda serie diventando organo ufficiale di questa nuova associazione. La rivista viene quindi diretta da Giulio Lazzeri (1861-1935) che dichiarò la linea editoriale affermando che la rivista doveva essere uno strumento indispensabile per scolari e docenti.  Nel 1904 la rivista iniziò la sua terza serie che, per decisione della Mathesis, terminò nel 1918. Tre anni più tardi per opera di Federigo Enriques, la Mathesis iniziò le pubblicazioni di una nuova rivista, Periodico di Matematiche.
In seguito ai contrasti interni che nel 2019 hanno portato molte sezioni della Mathesis nazionale a rendersi indipendenti fondando la Federazione Italiana Mathesis, divisa dalla Mathesis -Società Italiana di Scienze matematiche e fisiche -, il Periodico di Matematica è stato rifondato e ha iniziato una quarta serie di pubblicazioni per opera di Ferdinando Casolaro, Franco Eugeni e Luca Nicotra dell'AFSU di Teramo

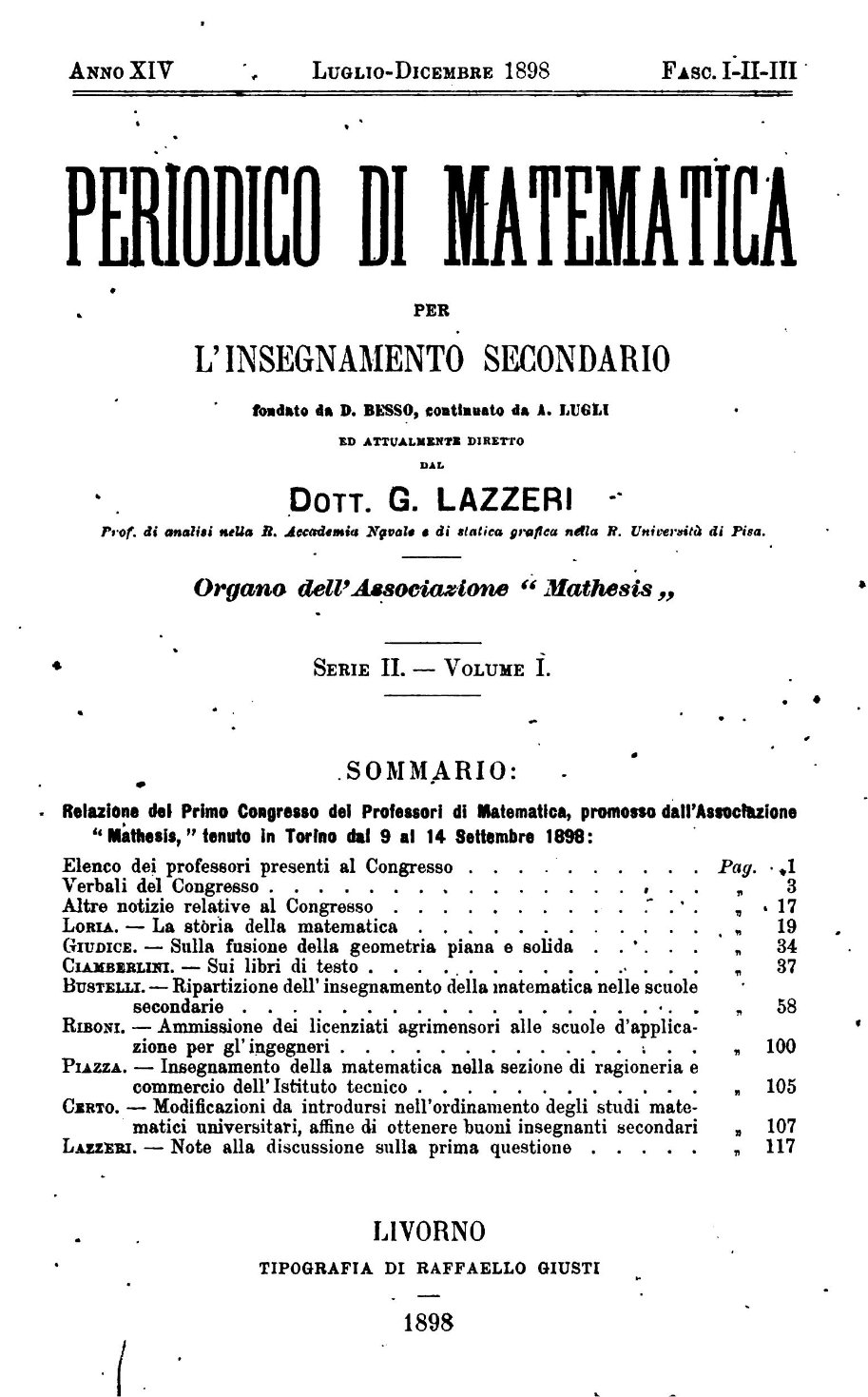
,Uno dei numeri della rivista consultabili su Internet Archive

.